# Омбігайчен
Вершина Омбігайчен (англ. Ombigaichen, Гімалаї) заввишки 6380 м н.р.м. розташована в регіоні Солокхумбу (Непал) в 2,3 км до півдня-сходу від відомішої Ама-Даблам, в  національному парку Сагарматха. Цей пік ще відомий під назвою Puma або Perna Dablam, що в перекладі означає «Небезпечна Даблам».
Уперше ця вершина була відкрита урядом Непалу для альпіністів в 2002 р., але відтоді лише близько п'яти команд здійснили сходження на неї.
Експедицій на вершину було мало: перша успішна експедиція відбулася ще під керівництвом сера Едмунда Гілларі в 1960 році (на той час permit на сходження не вимагався), причому піднялися вони тоді з північно-західного боку, тобто не з боку перевалу, а з боку Ама-Даблами. Після цього сходжень дуже довго не було, і тільки в 2002 році Омбігайчен було пройдено саме з перевалу. Таким чином, окрім класичної лінії і точно невідомого маршруту Гілларі сходжень на цій горі не було.
З 2006 по 2010 рр. на вершині цієї гори стояли лише 2 команди.
У рамках  Одеської альпіністської експедиції на одну з найкрасивіших вершин Непалу — Ама Даблам українська команда у складі Юрій Кіличенко, Юрій Васенков, Петро Побережний, Максим Перевалов (усі з Одеси) 1 листопада 2016 г. здійснила першопроходження по південно-західному ребру.
Характер маршруту: комбінований.
Перепад висот на маршруті: 780 м, протяжність маршруту: 1100 м, протяжність ділянок: V к.с. — 650 м, VI к.с. — 60 м. Середня крутизна маршруту — 55°.
Використано: гаків скельних 41, закладних елементів 22, камалотів 15, льодобурів 16, сніжних якорів 12, залишено ск. гаків 1.
Тривалість сходження: 46 ходових годин.

## Ресурси Інтернету
- Вікісховище має мультимедійні дані за темою: Омбігайчен
- Хрустальный пик-2016. Восхождение года. Омбигайчен. «Дикий Запад» [Архівовано 25 листопада 2016 у Wayback Machine.]
- Himalaian Index [Архівовано 5 грудня 2016 у Wayback Machine.]